# Udotea
Udotea, rod zelenih algi nekad uključivan u porodicu Udoteaceae, danas u porodici Halimedaceae, dio reda Bryopsidales. Postoji 35 priznatih vrsta, tipična je morska alga Udotea flabellum.

## Vrste
1. Udotea abbottiorum D.S.Littler & Littler
2. Udotea argentea Zanardini
3. Udotea caribaea D.S.Littler & Littler
4. Udotea conglutinata (J.Ellis & Solander) J.V.Lamouroux
5. Udotea cyathiformis Decaisne
6. Udotea dixonii D.S.Littler & Littler
7. Udotea dotyi D.S.Littler & Littler
8. Udotea explanata Gepp & E.S.Gepp
9. Udotea fibrosa D.S.Littler & Littler
10. Udotea flabelliformis (Desfontaines) P.Crouan & H.Crouan
11. Udotea flabellum (J.Ellis & Solander) M.Howe
12. Udotea fragilifolia C.K.Tseng & M.L.Dong
13. Udotea geppiorum Yamada
14. Udotea glaucescens Harvey ex J.Agardh
15. Udotea goreaui D.S.Littler & Littler
16. Udotea indica A.Gepp & E.S.Gepp
17. Udotea kuetzingii De Toni
18. Udotea looensis D.S.Littler & Littler
19. Udotea luna D.S.Littler & Littler
20. Udotea norrisii D.S.Littler & Littler
21. Udotea occidentalis A.Gepp & E.S.Gepp
22. Udotea orientalis A.Gepp & E.S.Gepp
23. Udotea palmetta Decaisne
24. Udotea papillosa A.Gepp & E.Gepp
25. Udotea polychotomis Cordero
26. Udotea reniformis C.K.Tseng & Dong
27. Udotea spinulosa M.Howe
28. Udotea tenax C.K.Tseng & M.L.Dong
29. Udotea tenuifolia C.K.Tseng & M.L.Dong
30. Udotea unistratea D.S.Littler & Littler
31. Udotea velutina C.K.Tseng & M.L.Dong
32. Udotea verticillosa A.Gepp & E.S.Gepp
33. Udotea wilsonii A.Gepp, E.S.Gepp & M.Howe
34. Udotea xishaensis C.K.Tseng & Dong
35. Udotea yamadae Tanaka & Itono